# Crisi dell'ambasciata giapponese a Lima
La crisi degli ostaggi dell'ambasciata giapponese iniziò il 17 dicembre 1996 a Lima, in Perù. Alcuni membri del Movimento Rivoluzionario Tupac Amaru (MRTA) presero in ostaggio centinaia di diplomatici di alto livello, funzionari governativi militari e dirigenti d'azienda che partecipavano a una festa presso la residenza ufficiale dell'ambasciatore del Giappone in Perù, Morihisha Aoki, in celebrazione del 63º compleanno dell'imperatore Akihito.
Anche se il sequestro ebbe luogo nella residenza degli ambasciatori, nel quartiere di San Isidro, e non nell'edificio dell'ambasciata giapponese, i media lo definirono nei propri titoli "crisi dell'ambasciata giapponese" (in inglese Japanese embassy hostage crisis), ed è così che è convenzionalmente conosciuta.

## L'assalto all'ambasciata
Alle 20:38 del 17 dicembre 1996 un commando di 14 persone (ma alcune fonti sostennero che fossero 25) entrava nella residenza dell'ambasciatore giapponese in Perù Morihisha Aoki, mentre era in corso una festa in celebrazione del compleanno dell'imperatore Akihito, facendo esplodere una parte del muro di recinzione della residenza. Al momento dell'irruzione erano presenti quasi 700 invitati, tra cui il fratello del presidente del Perù, Pedro Fujimori, quattordici ambasciatori di varie nazionalità (tra cui quello della Bolivia, Jorge Gumucio, quello austriaco, Arthur Schuschnigg, quello guatemalteco, Josè Argueta, e quelli di Giappone, Malesia e Uruguay), il rappresentante delle Nazioni Unite Jakob Simonsen, il ministro degli Esteri peruviano Francisco Tudela, l'ex ministro del Lavoro Sandro Fuentes, 25 generali tra cui il capo del servizio di spionaggio Guillermo Bobio e quello dell'antiterrorismo Maximo Rivera, e i membri della Corte Suprema di Giustizia Luis Serpa e Carlos Giusti. Tutte le donne e gli anziani, tra cui la madre e la sorella del presidente peruviano, furono rilasciate la sera stessa.
Il commando era guidato da Néstor Cerpa Cartolini, alias Comandante Evaristo, dirigente di spicco della formazione guerrigliera MRTA, e dal suo luogotenente Rolly Rojas detto l'Arabo. Facevano parte del commando anche Eduardo Cruz "Tito", Gilberto Doroteo "Arturo", Artemio Shirugari "Edwin", María Hoyos "Marieni", Giovana Plascencia "Zaida", Luz Dina Villoslada "Jenny", Bosco Honorato Salas, Eber Borda Hurtado, Ivan Meza Espiritu e Alejandro Huamani Contreras. All'operazione venne dato il nome Rompere il silenzio.
Alle 22:30 il commando diramava il primo comunicato rivendicando l'azione e minacciando di uccidere gli ostaggi qualora fossero state messe in atto operazioni di assalto alla residenza da parte delle forze dell'ordine.

## Le rivendicazioni
I guerriglieri, nel secondo comunicato diramato ai mass media, chiesero la liberazione di 400 loro compagni detenuti nelle carceri peruviane, tra cui la moglie di Nestor Cerpa Cartolini, Nancy, condannata all'ergastolo per attività terroristica, e l'ideologo dell'organizzazione Víctor Polay Campos anch'esso condannato all'ergastolo e detenuto nel carcere del Callao a Lima. Chiesero inoltre di essere accompagnati nella foresta peruviana assieme ad alcuni ostaggi, al termine delle trattative.
Nei comunicati successivi i ribelli pretesero un cambiamento radicale nella politica economica del paese affinché si garantisse il benessere del popolo. Si sosteneva infatti che «come gran parte del Sud del mondo, il Perù si trova sotto il tallone del neoliberismo e il suo sviluppo economico avviene a scapito delle masse popolari, in particolare delle popolazioni indigene». Da questo punto di vista l’azione dell'MRTA era considerata «una risposta alla violenza del sistema politico ed economico, un tentativo di riaffermare la dignità umana».
Un'ulteriore richiesta, quella della liberazione della cittadina statunitense Lori Berenson simpatizzante dell'MRTA e condannata per proteste, venne successivamente fatta decadere.

## Le trattative
Il 21 dicembre i ribelli provvedevano a liberare 380 ostaggi come segno di buona volontà nella conduzione delle trattative. 
Nel corso del sequestro, per stessa ammissione degli ostaggi, la condotta dei ribelli fu sempre improntata al rispetto dei diritti umani. L'imprenditore Manuel Hilga affermò in un'intervista che una cinquantina di ostaggi avevano anche chiesto l'autografo a Nestor Cerpa Cartolini.
I negoziati consentirono a diverse persone di entrare e uscire dalla residenza, dando così modo ai servizi di sicurezza di avere molte informazioni su quanto avveniva al suo interno. Il 1º gennaio 1997 venti giornalisti e cameramen parteciparono ad una conferenza stampa organizzata dai guerriglieri nell'edificio occupato. L'arcivescovo peruviano di Ayacucho Luis Cipriani, incaricato delle trattative, varcò diverse volte la soglia della residenza, uscendone talvolta con alcuni ostaggi e contribuendo a portare microspie contenute all'interno di giochi e crocifissi da consegnare ai reclusi.
La notte del 22 dicembre i ribelli liberarono altri 225 ostaggi, trattenendo così ancora 72 persone aventi legami con il governo.
Nel mese di gennaio i ribelli rifiutarono la possibilità di fuggire all'estero, verso Cuba, e la collaborazione di organismi stranieri nel monitoraggio delle carceri peruviane offerto dal governo, ritenendoli obiettivi troppo riduttivi rispetto alla loro azione.
Nel mese di febbraio i contendenti concordavano di istituire una commissione di garanzia coordinata dalla Croce Rossa Internazionale e guidata dal ministro dell'Istruzione Domingo Palermo per cercare di uscire dalla crisi creatasi. La richiesta di inserire un rappresentante del Guatemala veniva rifiutata dal governo Fujimori e questa decisione interrompeva le trattative in corso.
Le trattative riprendevano, grazie anche ad una nuova intervista via radio rilasciata da Cartolini, ma pochi giorni dopo i ribelli si accorgevano che le forze speciali avevano scavato un tunnel sotto la residenza e interrompevano nuovamente i negoziati.
Per cercare di uscire dallo stallo, in aprile Luis Cipriani effettuava una visita in carcere all'ideologo dell'MRTA Victor Polay, senza però ottenere risultati concreti.
Il 21 aprile il governo peruviano espelleva il viceresponsabile della Croce Rossa internazionale in Perù con l'accusa di legami con l'MRTA e sostenendo che forniva informazioni ai guerriglieri asserragliati nella residenza. Il giorno successivo 
l'arcivescovo Juan Luis Cipriani, in un'intervista, affermava che "Questa storia non avrà mai fine". Erano i segnali dell'imminente intervento armato.

## Il blitz delle forze speciali
Alle 15:25 del 22 aprile 1997, mentre i ribelli erano intenti nella consueta partita di calcetto nel cortile della residenza, un commando di 800 uomini lanciò l'operazione Chavin de Huantar (dal nome del popolo preincaico noto per la sua indole guerriera) facendo irruzione nel compound e ponendo fine all'occupazione dopo 126 giorni. Parteciparono all'operazione 140 soldati del gruppo di élite dell'Aviazione e della Marina, diversi membri dello squadrone Jupiter, sotto la diretta responsabilità del comandante Vladimiro Montesinos, e di un gruppo paramilitare denominato Los Gallinazos guidato dal colonnello Jesús Zamudio Aliaga.
Il blitz durò 25 minuti, nel corso dei quali i 14 ribelli dell'MRTA, quasi tutti non ancora ventenni (tra cui due ragazzine di 15 e 16 anni) e quattro che si erano arresi, furono uccisi; una successiva indagine del giornalista Edmondo Cruz sostenne che uno di essi, con nome di battaglia Tito, fu portato via ancora vivo dalla residenza e non venne mai più trovato.
Nessun guerrigliero si fece scudo con gli ostaggi, ma uno di essi riuscì a gettare una bomba a mano che uccise due soldati, mentre le forze speciali uccisero per sbaglio il membro della Corte Suprema di Giustizia Carlos Giusti.

## Conseguenze
In seguito alle proteste provenienti da varie parti del mondo, e alla fuga all'estero del presidente Fujimori, venne istituita una Commissione per la Verità, per indagare sulle violazioni dei diritti umani avvenute in Perù tra il 1980 e il 2000 per contrastare la rivoluzione messa in atto dalle formazioni guerrigliere.
Tra le conclusioni cui pervenne la commissione ci furono quelle che portarono alla condanna  di Jesús Zamudio Aliaga per le esecuzioni sommarie dei ribelli avvenute nel corso del blitz alla residenza dell'ambasciatore giapponese.

## Riferimenti nella cultura di massa
- Sotto sequestro (Bel Canto), è un film del 2018 diretto da Paul Weitz con protagonisti Julianne Moore e Ken Watanabe. Il film è ispitato alle vicende della crisi sopra descritta.